# Rhionaeschna fissifrons
Rhionaeschna fissifrons is een libellensoort uit de familie van de glazenmakers (Aeshnidae), onderorde echte libellen (Anisoptera).
De wetenschappelijke naam van de soort is voor het eerst geldig gepubliceerd in 2001 door Muzón & von Ellenrieder.